# Baijiania borneensis
Baijiania — рід квіткових рослин родини гарбузових. Його рідним ареалом є Борнео. Це  дерев’янисті в’юнкі рослини з дводомними квітками довжиною до 6 метрів з дрібними або великими кулястими бульбами. Ці бульби часто оголюються. Є п'ять можливих видів цього роду, але лише один наразі прийнятий: Baijiania borneensis.